# کای شیو
کای شیو (انگلیسی: Cai Xiyou; اوت ۱۹۶۱ (۶۳ سال) – ) اقتصاددان و مدیر اجرایی چینی است، که هم‌اکنون به‌عنوان مدیرعامل شرکت ساینوکم فعالیت می‌کند.